# エリカ・ミッシェル・バレ
エリカ・ミッシェル・バレ（Erika Michelle Barre、1979年3月1日 - ）は、アメリカ合衆国のアダルトモデル。『PLAYBOY』の2001年10月のサイバーガールにて初代サイバーガール・オブ・ザ・イヤー。
日本語訳によってはバレの部分が「バール」「バー」「バッレ」と訳されている。

## 人物・エピソード
- 集英社より日本でも出版されていた日本版『PLAYBOY』の2002年8月号の表紙と特集グラビアを飾った。その際は日本独自でアンダーヘアの修正がされていた。同誌のプロフィールではカナダ出身ではなくて「アメリカのハリウッド出身」と書かれていた。
- ヌード撮影を担当したゲン・ニシノがエリカの美貌を絶賛した。

https://www.playboyplus.com/profile/erika-michelle-barre